# ويلينغتون دو كورسو
ويلينغتون دو كورسو (من مواليد 27 سبتمبر 1970) مدرس وسياسي برازيلي. وهو مؤسس دورة ويلينغتون (التي تأسست في أكتوبر 1995 باسم دورة الرقيب ويلينجتون) ونائب الولاية (2015 إلى الوقت الحاضر). بتأييد من روزانا سارني، كان ويلينغتون يدير منصب عمدة ساو لويس، لكن لم يتم انتخابه. أيد ويلينغتون إدواردو برايد، الذي هزمه أيضًا إديفالدو هولاندا جونيور.